# Großsteingräber bei Stüvenmühle
Die Großsteingräber bei Stüvenmühle waren fünf Grabanlagen der jungsteinzeitlichen Trichterbecherkultur auf dem Gebiet der Gemeinde Visbek im Landkreis Vechta (Niedersachsen). Von ihnen existiert heute nur noch eines. Es trägt die Sprockhoff-Nummer 975.

## Lage
Das erhaltene Großsteingrab liegt am westlichen Rand der Gemeinde Visbek nahe der Aue im Garten des Wohnhauses des Guts Stüvenmühle. Es ist somit nicht öffentlich zugänglich. Die vier zerstörten Gräber lagen nicht weit nördlich davon.

## Beschreibung

### Das erhaltene Grab 1
Die Anlage besaß ursprünglich ein ost-westlich orientiertes Hünenbett, das mittlerweile größtenteils abgetragen wurde und nur noch die Form eines Rundhügels besitzt. Nach Angaben von Carl Heinrich Nieberding soll es im originalen Zustand 60 Schritt lang und 7 Schritt breit gewesen sein. Im einstigen Westteil des Hünenbetts liegt die Grabkammer. Sie hat eine Länge von 2,75 und eine Breite von 1,8 m. Bei der Aufnahme des Grabes durch Ernst Sprockhoff 1952 war sie noch größtenteils überhügelt, der Hügel wurde aber 1972 nach einem Jahrhundertsturm abgetragen. Durch diesen Umstand lässt sich mittlerweile die Architektur etwas besser einschätzen als es Sprockhoff möglich war. Ging er noch von zwei Wandsteinpaaren an den Langseiten, zwei Decksteinen und zwei Abschlusssteinen aus, scheinen es wohl eher drei Wandsteinpaare an den Langseiten, drei Decksteine und zwei Abschlusssteine zu sein.

### Das zerstörte Grab 2
Grab 2 besaß ein nord-südlich orientiertes Hünenbett. Hiervon ist noch ein 18 m langer und 10 m breiter Hügel zu erkennen. 1940 gab es hier noch drei Steine, die aber später entfernt wurden.

### Das zerstörte Grab 3
Das dritte Grab besaß ein nordwest-südöstlich orientiertes Hünenbett. Es wurde beim Straßenbau restlos zerstört.

### Das zerstörte Grab 4
Grab 4 besaß ein nord-südlich orientiertes Hünenbett ohne Umfassung. Es ist noch als 11 m langer und 10 m breiter Hügel zu erkennen. Die Grabkammer ist nicht mehr vorhanden.

### Das zerstörte Grab 5
Das fünfte Grab besaß ein ungefähr nord-südlich orientiertes Hünenbett. Es soll 1940 noch zwei Steine besessen haben. 1965 wurde zerscherbte Tiefstichkeramik gefunden. 1971/72 wurden die letzten Reste des Grabes zerstört.